# 张筠 (五代)
张筠（9世纪？—937年），唐朝末年至五代十国后梁、后唐、后晋官员，海州人。
父亲张传古，为当地大商人，乾符末年，迁居徐州。节度使时溥为东南面招讨使，擢升为张筠为偏将，有军功，奏授宿州刺史。时溥与朱温交恶，朱温进攻宿州，擒获张筠。张筠被任命为四镇客将，转任长直军使。后梁代唐，转任为右龙武统军，历任客省使、宣徽使，出为复州、商州刺史，再为宣徽使。梁末帝分相州、澶州、卫州三州为昭德军，以张筠为节度使留后。李存勖入魏州，攻相州，张筠弃城南归，担任右卫上将军。雍州康怀英告病，诏张筠为永平军节度使、大安尹。康怀英在长安，家财甚厚，张筠将其尽夺，在唐朝大内掘地，获得金玉。泾阳镇将侯莫陈威，与温韬盗掘唐朝诸陵，张筠杀侯莫陈威而籍没其家，蓄积巨万。张筠好施，在路上遇贫民，则给与口食衣物，境内未尝聚敛，十年小康，秦地百姓称呼他为“佛子”。梁亡事后唐，仍为京兆尹。同光年间，从郭崇韬伐蜀，为剑南两川安抚使。前蜀灭亡，归洛阳，权领河南尹，改镇兴元府。张筠患病，军州官吏久不得见，副使符彦琳等面请探问，张筠又推辞不见，符彦琳等怀疑他已经死了，怕他的左右有异谋，请权交牌印，张筠命左右将符彦琳下狱。唐明宗让押送符彦琳等至洛阳，释放不问，授张筠为西京留守，使他离开兴元府。到达长安，守兵闭门不纳，张筠东朝洛阳，明宗将他遣送归第，以为左骁卫上将军。张筠之前担任京兆尹，奉诏杀前蜀后主王衍，王衍的乐妓宝货，被他私藏于家。罢归之后，宅第宏大宽敞，花竹深邃，声乐饮膳，恣其所欲，十年之内，人称他“地仙”。天福二年（937年），上表请求徙居长安，洛阳张从宾之乱，张筠幸免其难，人说张筠有五福之具美。当年，在家中去世。赠太子太师。